# Meropleon sullivani
Meropleon sullivani là một loài bướm đêm trong họ Noctuidae.